# Malaconothrus monodactylus
Malaconothrus monodactylus är en kvalsterart som först beskrevs av Michael 1888.  Malaconothrus monodactylus ingår i släktet Malaconothrus och familjen Malaconothridae. Inga underarter finns listade i Catalogue of Life.